# 栃木県立宇都宮高等学校
栃木県立宇都宮高等学校（とちぎけんりつ うつのみやこうとうがっこう、英: Tochigi Prefectural Utsunomiya High School）は、栃木県宇都宮市滝の原に所在する県立高等学校。
通称は宇高（）、UTK。

## 概観

### 歴史
1879年（明治12年）創立の「栃木中学校」（旧制中学校）を前身とし、1948年（昭和23年）の学制改革で新制高等学校となった。栃木県内の旧制中学校を前身とする高等学校の中では最も長い歴史を持ち、2019年（平成31年）に創立140周年を迎えた。
1893年（明治26年）に建設された旧本館である「白亜館」は県内最古の学校建築で、1998年（平成10年）7月23日付で国の登録有形文化財（建造物）に登録された。現在は「滝の原会館」として同校の歴史を中心とした教育資料を展示し一般公開されている。

### 校地
校地のある地名から「瀧（滝）の原」とも呼ばれ、校訓「瀧の原精神 / 主義」を体現すべく学生を「滝の原健児」と呼ぶことがある。
滝の原は原野と雑木林を切り開いた土地であり、敷地の一角をJR日光線が横断しており、日光線の北側は現在と同様に普通科に供されていたが、南側は農業科の用地として使用されていた。軌道付設当時、特にフェンスなどで囲まれていたわけでもなく、敷地内は軌道を横断して行き来することができた。後年、安全面からフェンスで防護され、現第1グラウンドと第2グラウンドの間は一度敷地を出た上で栃木街道の高架を利用して移動する形となった。

### 設置課程・学科
- 全日制課程 普通科（男子校）
- 通信制課程 普通科（男女共学）

### 生徒指標（校訓）
「和敬信愛」・「質実剛健」・「自律自治」・「進取究明」（1945年（昭和20年）12月制定）

### 瀧の原主義
創期の校長、笹川臨風によって提唱された生徒のあるべき姿。戦後制定された上記の生徒指標（校訓）にも色濃く影響を残している。校内にはその碑文が残されている。
「瀧の原主義
瀧の原主義とは何ぞ
瀧の原男兒（児）の本領を云う
瀧の原主義は人物を作らんとするにあり
剛健なる眞男子を作らんとするにあり
浮華輕俗なる時代精神に反抗せんがために
否、寧ろ之を救濟せんがために
瀧の原男兒を作り上げんとするなり
明治四十年十二月
文学博士　臨風　笹川種郎」
校章
校歌
作詞は大木惇夫、作曲は信時潔による。歌詞は3番まである。校名は歌詞に登場しないが、生徒指標の「自律」・「和敬」・「進取」が登場する。
同窓会
「宇高同窓会」と称している。

### 制服（全日制）
- 冬服 - 黒色で、校章入り金ボタンで前を留め、襟に白線の縁取があるラウンドカラー型の学生服を制服として着用する。

襟には、自分から見て左に小ぶりの校章バッジをつけ、右襟に白い大型のローマ数字で所属学年を表示する。
- 夏服 - 胸ポケットに校章をつけた白ワイシャツ、下は黒ズボンとなる。

### 通学者
宇都宮市出身者が大半を占めているが、鹿沼市や壬生町、下野市、上三川町、芳賀町、高根沢町、さくら市といった近隣の市町村からの通学者も多い。また、矢板市や那須塩原市、塩谷町、那須烏山市、日光市、小山市といった遠方からの通学者もいる。
かつては学区制度があり、宇都宮市・壬生町・下野市・上三川町・芳賀町・高根沢町・さくら市の3市4町以外の市町村の出身者は定員の25%までしか認められなかった。学区制度は2014年度入試（2015年度入学生）より廃止された。

## 沿革
宇都宮高校の沿革は以下のとおり。
旧制中学校時代
- 1879年（明治12年）
  - 2月13日 - 栃木県師範学校から附属予備学校が分離・独立し、「栃木中學校」が下都賀郡薗部村（現在の栃木市）に創立される。
  - 10月13日 - 「栃木縣第一中學校」と改称。
- 1881年（明治14年）5月 - 栃木県第一女子中学校を統合し、女学部とする。
- 1885年（明治18年）
  - 4月26日 - 県庁の宇都宮移転にともない、中学校も宇都宮町に移転する。
  - 10月6日 -　「栃木縣中學校」と改称。
- 1886年（明治19年）9月27日 - 中学校令により「栃木縣尋常中学校」と改称。
- 1893年（明治26年）
  - 4月 - 女学部が分離し、栃木縣高等女学校（栃木県立宇都宮女子高等学校の前身）として独立。　
  - 7月25日 - 河内郡姿川村滝の原（現在地）に校舎が落成し、移転を完了。
- 1896年（明治29年）4月 - 栃木分校を設置。
- 1899年（明治32年）4月1日 - 「栃木縣立第一中學校」と改称。栃木分校が分離し、栃木縣第二中學校として独立。
- 1901年（明治34年）5月17日 - 「栃木縣立宇都宮中學校」と改称。
- 1907年（明治40年）12月 - 当時の校長、笹川臨風により瀧の原主義が提唱される。
- 1921年（大正10年）4月1日 - 生徒定員を1,000名（20学級）とする。
- 1943年（昭和18年）4月1日 - 中等学校令の施行により、この年の入学生から修業年限が4年に短縮される。
- 1945年（昭和20年）
  - 4月1日 - 教育ニ関スル戦時非常措置方策により、中等学校令公布前に入学した生徒にも修業年限4年が適用され、昭和20年度の全授業が停止される。
  - 5月22日 - 戦時教育令により、全授業の無期限停止が決定する。
  - 9月 - 終戦に伴い、授業を再開。
  - 12月 - 生徒指標を制定。
- 1946年（昭和21年）4月1日 - 修業年限が5年に戻る。
- 1947年（昭和22年）4月1日 - 学制改革（六・三制の実施、新制中学校の発足）
  - 旧制中学校の生徒募集を停止。
  - 新制中学校を併設し（名称：栃木県立宇都宮中学校併設中学校、以下・併設中学校）、旧制中学校1・2年修了者を新制中学校2・3年生として収容。
  - 併設中学校は経過措置のためあくまで暫定的に設置されたもので、新たに生徒募集は行われず、在校生が2・3年生のみの中学校であった。
  - 旧制中学校3・4年修了者はそのまま旧制中学校在籍で、4・5年生となった（4年で卒業することもできた）。

新制高等学校
- 1948年（昭和23年）
  - 4月1日 - 学制改革（六・三・三制の実施、新制高等学校の発足）
    - 旧制中学校が廃止され、新制高等学校「宇都宮高等学校」が発足。全日制普通課程を設置。通信教育部（通信制）を開設。校章を制定。
    - 旧制中学校の卒業生を新制高校3年生として、旧制中学校4年修了者を新制高校2年生として編入。
    - 併設中学校の卒業生は新制高校1年生となる。
    - 併設中学校は新制高校に継承され（名称:宇都宮高等学校併設中学校）、1946年（昭和21年）に旧制中学校へ最後に入学した3年生を在校生に残すのみとなる。

  - 11月1日 - 校歌を制定。
  - 11月3日 - 報恩館が完成（宮島清次郎寄贈の図書館）。
- 1949年（昭和24年）3月31日 - 最後の卒業生を送り出し、併設中学校を廃止。
- 1951年（昭和26年）4月1日 - 「栃木県立宇都宮高等学校」（現校名）に改称。
- 1952年（昭和27年）2月13日 - 校旗を樹立。
- 1965年（昭和40年）3月31日 - 教室棟が完成。
- 1967年（昭和42年）3月31日 - 特別教室棟が完成。
- 1969年（昭和44年）3月31日 - 管理棟が完成。
- 1970年（昭和45年）3月25日 - 視聴覚教室・閲覧室・社会科教室棟が完成。
- 1979年（昭和54年）5月25日 - 創立100周年記念式典を挙行。
- 1987年（昭和62年）3月31日 - 通信制管理特別棟・普通教室棟が完成。
- 1988年（昭和63年）3月29日 - 記念館（旧本館）を移転。
- 1989年（平成元年）12月5日 - 滝の原主義の碑を建立。
- 1992年（平成4年）5月17日 - 生徒指標の碑を建立。
- 1998年（平成10年）7月23日 - 記念館（旧本館）「白亜館」（木造2階建て、瓦葺）が国の登録有形文化財に登録される。
- 2003年（平成15年）
  - 2月10日 - ひょうたん池の改修工事を完了。
  - 4月7日 - 文部科学省よりスーパーサイエンスハイスクール（SSH）の指定を受ける。
- 2005年（平成18年）4月1日 - 文部科学省よりスーパーサイエンスハイスクールの指定を受ける。

## 学校行事（全日制）
集団旅行の草分け
1882年（明治15年）の栃木県第一中学校時代に、当時の生徒が教師引率のもとで、東京・上野で開催された「第二回内国勧業博覧会」を見学した。この旅行は日本での学生・生徒の集団旅行の草分けともいわれており、現在まで続く修学旅行の起源の一つと言われている。
交響曲第9番（ベートーヴェン）の高校生全楽章初演
近年ベートーベンの第九演奏会が恒例となっているが、その発端は1970年（昭和45年）にベートーヴェン生誕二百年を記念して、第九の高校生（管弦楽団・合唱）による全楽章初演を行ったことにさかのぼる。なお女声合唱は宇都宮女子高等学校合唱団に依頼した。
2回目の全楽章演奏は宇都宮高校創立百周年を記念して、1978年（昭和53年）9月6日に行われた。管弦楽は宇都宮高校管弦楽団、合唱：3年音楽専修生・氏家高等学校（後のさくら清修高等学校の前身の一校）合唱団・真岡女子高等学校合唱団・石橋高等学校合唱団、指揮、ソリスト（アルトを除く）も県内高校音楽教師が行っている。
第九演奏会
毎年12月下旬に宇都宮女子高との共催でベートーベンの第九第4楽章をメインとする演奏会が行われる。宇都宮高校の音楽部管弦楽団・合唱団、宇都宮女子高校のオーケストラ部・合唱部が中心となり、両校の第2学年の音楽受講者も授業の一環として合唱に加わる。第九の独唱パートは、県内の音楽科教員や両校の卒業生が担当する。第九は、オリジナルのドイツ語で歌われる。また、ヘンデルのハレルヤ・コーラスも毎年演奏されている。両校それぞれの合唱部の演奏や、両校合同のオーケストラのみの演奏も行われる。
マラソン大会
毎年11月にマラソン大会が行われる。宇都宮高校をスタートし、日光線鶴田駅、姿川地区、鹿沼市上石川地区を周回して鶴田駅に戻り本校をゴールとする、総延長17.3kmのコースを全校生徒が一斉に走る。文武両道、質実剛健を指標とする宇都宮高校を代表する学校行事の一つ（コースは時々の事情により途中部分で若干変更される場合があり、その度に距離も変化する）。
六校会
年2回、栃木県立高校6校（宇都宮、宇都宮女子、栃木、栃木女子、佐野、宇中央）の生徒会役員が集まり、生徒会の意義や活動等について懇談する会。

## 部活動（全日制）
運動部
- サッカー部

1950年（昭和25年）に、第29回全国高等学校蹴球選手権大会（現在の全国高等学校サッカー選手権大会）で優勝。
- 野球部

明治年間より野球部を擁する。1896年（明治29年）10月17日、栃木県宇都宮旧城内広場（現在の宇都宮城址公園付近）で行われた水戸中学（現在の水戸一高）と宇都宮中学の試合は、旧制中学野球部同士の最初の試合とされる。また、宇都宮中学で英語講師を務めていた川上澄生（木版画家）が野球部副部長を務めていた1924年（大正13年）には、第10回全国中等学校優勝野球大会（現在の全国高等学校野球選手権大会）に出場して栃木県代表として甲子園初勝利をあげ、ベスト8の成績を収めている。ただしそれ以降は現在まで甲子園に出場していない。なお、早稲田大学野球部は、1902年（明治35年）に創立初めての夏季練習を宇都宮中学校で行っている。OBとして青井鉞男、君島一郎（ともに野球殿堂入り）などがいる。
- バスケットボール部
- ラグビー部
- バレーボール部
- テニス部
- ソフトテニス部
- 卓球部
- 水泳部
- 陸上競技部
- 柔道部
- 剣道部
- 弓道部
- 登山部
- バドミントン部
- 応援団

文化部
- 演劇部
- 音楽部管弦楽団
- 音楽部合唱団
- 文芸部
- 美術部
- 書道部
- 英語部
- 化学部
- 生物部
- 写真部
- JRC （Junior Red Cross）
- 放送部　アマチュア無線局 JA1YGK を運用。
- 新聞部
- 数学部
- 地理部
- 天文部
- 鉄道研究部
- 囲碁部
- 将棋部
- JRC部
- 百人一首かるた部

同好会
- 漫画研究同好会
- クイズ研究同好会

全国高等学校クイズ選手権第9回（1989年）大会で優勝。全国高等学校サッカー選手権大会と全国高等学校クイズ選手権の両方で、優勝を達成した最初の学校となった（後に埼玉県立浦和高等学校と京都府立洛北高等学校・附属中学校も達成している）。
- 料理研究同好会

## 交通アクセス
- JR日光線：鶴田駅より徒歩10分[9]
- JR宇都宮線：宇都宮駅より関東自動車「鶴田駅行き」または「西川田駅行き」乗車、「宇高校前」停留所下車[9]
- 東武宇都宮線：南宇都宮駅より徒歩15分[9]

## 著名な関係者

### 出身者
芸術・文化
- 生出寿 - 作家
- 片嶋一貴 - 映画監督、脚本家、プロデューサー
- 倉本裕基 - 作曲家、ピアニスト
- 斎藤誠治 - 彫刻家、石彫作家
- 瀬川深 - 小説家、小児科医、第23回太宰治賞を受賞
- 立松和平 - 作家
- 千葉省三 - 児童文学者
- 中村彰彦 - 作家
- 福田俊司 - 写真家
- 村上一郎 - 文芸評論家
- 井口耕二 - 翻訳者
- 藤栄道彦 - 漫画家、1989年卒業[10][11]
- 池沢春人 [11] - 漫画家

芸能
- タイロン橋本 - ミュージシャン
- 宇奈月満 - ローカルタレント
- ダイヤモンド#メンバー|野澤輸出 - お笑い芸人・元ダイヤモンド
- 土岡哲朗 - お笑い芸人・春とヒコーキ
- 鈴木ジェロニモ - お笑い芸人
- 菊田俊介 - ギタリスト

スポーツ
- 青井鉞男 - 野球殿堂入り
- 岩淵功 - プロ野球選手（名古屋金鯱軍）
- 伊藤国雄 - プロ野球選手（名古屋軍）
- 小沢通宏 - 元サッカー日本代表
- 神山郁雄 - 元早稲田大学ラグビー蹴球部主将、テレビ朝日専務取締役
- 横嶋良 - アルペンスキーヤー、ラリードライバー
- 吉田寿光 - サッカー審判員（元国際主審）

マスコミ
- 斉藤一也 - テレビ東京アナウンサー
- 篠田和之 - フリーアナウンサー・元山陽放送
- 島桂次 - 第15代NHK会長
- 島田大 - 朝日放送アナウンサー
- 滝内泉 - プロデューサー・元NHKアナウンサー・元劇団四季プロデューサー・元SONY

学者・医療
- 大塚吉兵衛[12] - 歯学者、日本大学総長
- 大場啓仁 - 英米文学者
- 慶野義雄 - 政治学者、平成国際大学名誉教授[要出典]
- 亀山郁夫 - ロシア文学者、東京外国語大学元学長、名古屋外国語大学学長
- 黒川信重 - 数学者、東京工業大学名誉教授
- 黒崎卓 - 経済学者、一橋大学経済研究所教授
- 滝沢克己 - 哲学者、九州大学教授、ハイデルベルク大学名誉神学博士
- 手塚富雄 - 哲学者、ドイツ文学者、東京大学名誉教授、文化功労者
- 永藤武 - 近代日本文学研究者、青山学院大学教授
- 楡木満生 - 臨床心理学者、立正大学名誉教授
- 斎藤兆史 - 英文学者、東京大学大学院総合文化研究科教授
- 加藤敏夫 - 数学者、元東京大学教授、元カリフォルニア大学バークレー校教授。
- 野本真也 - 神学者、同志社大学神学部名誉教授、元学校法人同志社理事長
- 吉田貞夫 - 医師、金城大学客員教授
- 千葉雅也 - 哲学者、立命館大学大学院先端総合学術研究科准教授
- 栗原一貴 - 情報科学者、津田塾大学学芸学部情報科学科教授、2012年イグノーベル賞の受賞者
- 倉持仁 - 医師、インターパーク倉持呼吸器内科院長
- 山口勉功 - 工学者、早稲田大学理工学術院教授、東京大学生産技術研究所客員教授
- 横堀武夫 - 工学者、東北大学名誉教授、帝京大学名誉教授

政治
- 生田龍作 - 政治家・全日本金属鉱山労働組合連合会中央執行委員長・栃木県議会議員
- 戸叶武 - 元参議院議員、日本社会党
- 枝野幸男 - 衆議院議員、立憲民主党、元内閣官房長官
- 梶克之 - 元栃木県議会議長（第91代）
- 木島日出夫 - 元衆議院議員、日本共産党
- 西川公也 - 元栃木県議会議長、衆議院議員、自民党、自民党農林水産物貿易調査会事務局長
- 船田元 - 衆議院議員、自民党、元経済企画庁長官、学校法人船田教育会理事長兼作新学院学院長
- 簗瀬進 - 元栃木県議会議員、元衆議院議員、元参議院議員、参議院懲罰委員長、民進党
- 柏倉祐司 - 元衆議院議員、日本維新の会
- 浅野正富 - 小山市長、弁護士
- 森島武芳 - 矢板市長、元市議会議員、元リクルート社員

行政
- 樺山資英 - 内閣書記官長、貴族院議員。国際電話社長。 / 府立一中から転校（明治19年）
- 安井英二 - 大阪府知事 / のち松山中学へ転校
- 両角良彦 - 通商産業事務次官 / のち府立六中へ転校
- 毛塚幹人 - つくば市副市長
- 澤井英一 - 元建設省局長、長崎県副知事[要出典]

司法
- 小川新二 - 広島高等検察庁検事長

経済
- 梶並伸博 - ベクター創業者・社長
- 加藤武男 - 三菱銀行頭取
- 君島一郎 - 朝鮮銀行副総裁、野球殿堂入り
- 小口正範 - 三菱重工業副社長・CFO、日本原子力研究開発機構理事長
- 浜本階生 - スマートニュース共同創業者・社長
- 宮島清次郎 - 日清紡会長（1940年～1945年）1948年 日本工業倶楽部理事長
- 武藤潤 - 東燃ゼネラル石油社長、 JXTGホールディングス（現ENEOSホールディングス）代表取締役副社長を経て、鹿島石油社長

その他
- 野田秀 - 東北大学学生歌「青葉もゆるこのみちのく」作詞者[13]
- 安藤輝三 - 二・二六事件決起将校
- 西義一 - 元日本陸軍、陸軍大将正三位勲一等功二級
- 廣田和民 - 元日本陸軍、陸軍主計少佐
- 藤原繁 - 教育者
- 麦倉俊三郎 - 元日本陸軍、陸軍中将
- 荒井退造 - 元沖縄県警察部長、第二次世界大戦末期、住民の疎開に尽力、多くの人命を救った

留学生
- マブソン青眼 - 俳人、宇都宮高校に留学中、俳句と出会う

教員
- 笹川臨風 - 学校長（明治36年6月 - 明治40年12月)/歴史家・評論家
- 川上澄生 - 版画家